# Bare Top Range
Bare Top Range är ett berg i Kanada.   Det ligger i North Coast Regional District och provinsen British Columbia, i den sydvästra delen av landet, 3 900 km väster om huvudstaden Ottawa. Toppen på Bare Top Range är 630 meter över havet, eller 41 meter över den omgivande terrängen. Bredden vid basen är 0,33 km.
Terrängen runt Bare Top Range är huvudsakligen kuperad. Trakten runt Bare Top Range är nära nog obefolkad, med mindre än två invånare per kvadratkilometer.. Det finns inga samhällen i närheten. 
I omgivningarna runt Bare Top Range växer i huvudsak barrskog.